# استمناء (فیلم ۱۹۹۴)
استمناء (انگلیسی: Spanking the Monkey) فیلمی به کارگردانی دیوید او. راسل محصول سال ۱۹۹۴ است. از بازیگرانی که در این فیلم نقش‌آفرینی کرده‌اند می‌توان به جرمی دیویس و آلبرتا واتسون اشاره کرد.

## خلاصه داستان
ریموند، دانشجوی پزشکی پس از این که اولین سال کالج خود را به پایان رسانده و آماده شروع دوره انترنی خود در تابستان است، مجبور می‌شود به مراقبت از مادرش که پایش به تازگی شکسته بپردازد. در این بین ریموند عاشق دختری به نام تونی می‌شود و ناخواسته با مادر خودش رابطه جنسی برقرار می‌کند و...

## بازیگران
- جرمی دیویس در نقش ریموند آیبلی
- آلبرتا واتسون در نقش سوزان آیبلی
- کارلا گالو در نقش تونی پک
- بنجامین هندریکسون در نقش تام آیبلی
- زاک اورث در نقش کورتیس

## گیشه
این فیلم از نظر فروش در گیشه فوق‌العاده بود و توانست با بودجه ناچیز ۲۰۰٬۰۰۰ دلاری به رقم ۱ میلیون و ۳۵۹ هزار و ۷۳۶ دست پیدا کند.